# Números aposentados no futebol
É costume a muitos clubes de futebol de todo o mundo aposentarem (retirarem) números de camisas para reconhecer a lealdade ou morte trágica de alguns dos seus jogadores.

## História

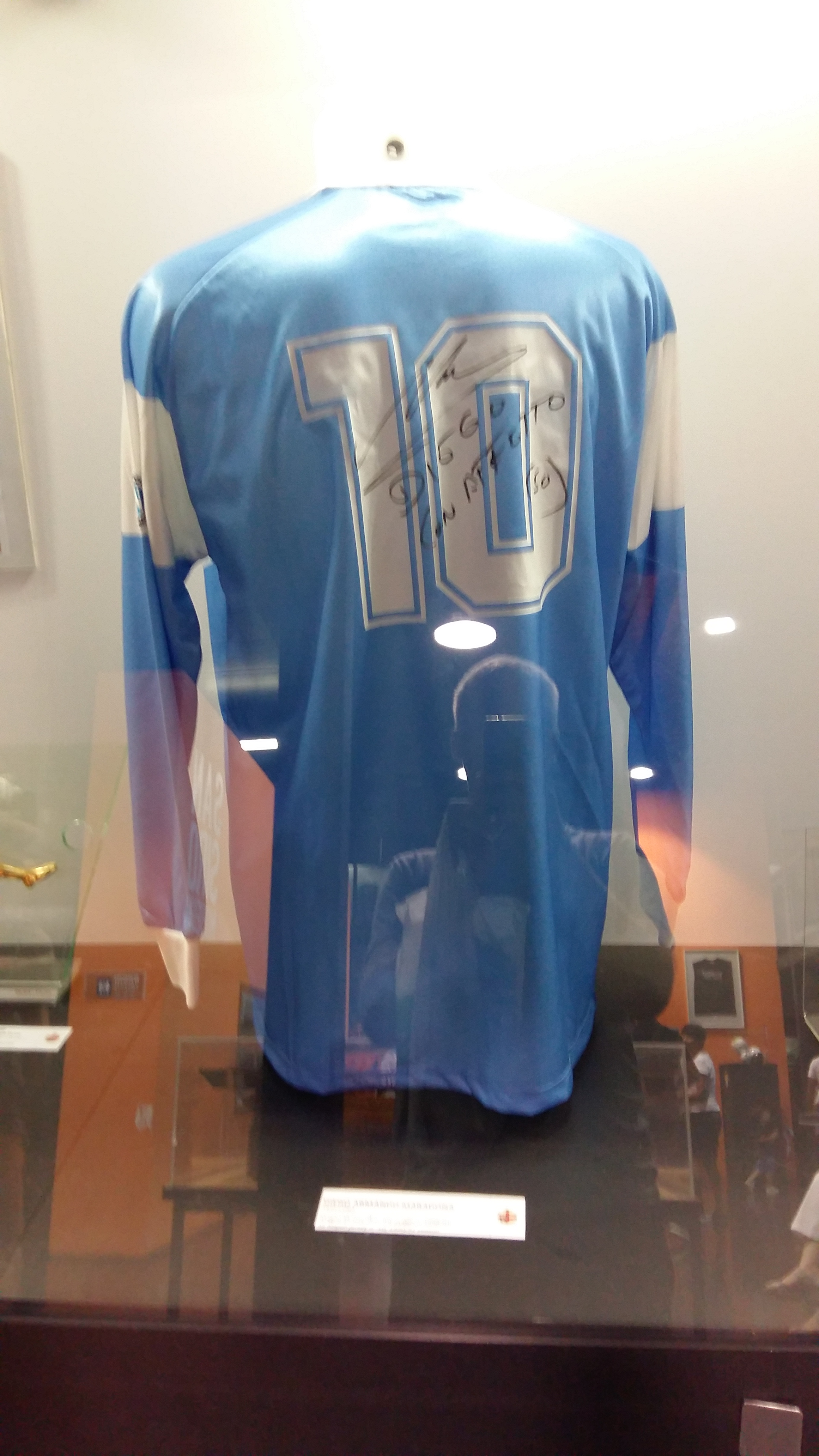
Camisa do Napoli autografada por Diego Maradona, exposta no Museu San Siro, em Milão.

Essa prática, há muito estabelecida nos esportes dos Estados Unidos, é uma instituição recente no futebol uma vez que a numeração fixa só passou a ser amplamente usada a partir da década de 1990. Antes disso era costumeiro que os jogadores titulares fossem numerados de 1 a 11 pela formação/posição dependendo da partida, e os reservas sendo numerados de 12 para cima. Isso quer dizer que um jogador poderia vestir diferentes números durante a temporada se fossem jogar em diferentes posições por razões táticas, ou simplesmente por não ser sempre titular.
O ato de aposentar a camisa de um jogador geralmente ocorre assim que um jogador deixa o time e/ou se aposenta. Essa distinção honra um jogador que significou tanto para o clube, que este decide retirar o número que o jogador utilizou durante sua passagem, não permitindo que nenhum outro jogador use o número no futuro. Em alguns casos, como os de Jason Mayélé, Vittorio Mero, Marc-Vivien Foé, Miklós Fehér, Ray Jones e Antonio Puerta, as camisas foram aposentadas postumamente para honrar um jogador que morreu em trágicas circunstâncias enquanto ainda jogava. Ainda, o clube norueguês Fredrikstad FK aposentou a camisa de Dagfinn Enerly após um acidente no campo de jogo que o deixou paraplégico. No Brasil, o Palmeiras aposentou a camisa 12 em homenagem ao goleiro Marcos, que deixou os gramados em 2012, voltando a utilizá-la em 2017.
As seleções nacionais da Argentina, do Equador e de Camarões aposentaram os números de Diego Maradona (10), Christian Benítez (11) e Marc-Vivien Foé (17), respectivamente. Porém a FIFA obriga que os times nacionais sigam uma ordem numérica que inclui tais números. Essas seleções podem abster do uso dos números citados em competições não-FIFA ou em amistosos.

## Camisa 12
Alguns clubes dedicam uma camisa aos seus torcedores, e não a escalam para nenhum jogador. O número mais comum para essa prática é o 12, do costume de designar os torcedores como o décimo segundo jogador. Entre as equipes que reservam o número 12 para seus torcedores estão:
| Alemanha - Bayern de Munique - Werder Bremen Áustria - Seleção Austríaca de Futebol Brasil - Atlético Mineiro - Avaí - Flamengo Croácia - Hajduk Split Dinamarca - Aarhus GF - Odense Escócia - Aberdeen - Rangers | França - Lens Grécia - PAOK Hungria - Ferencváros - Újpest Inglaterra - Bristol Rovers - Plymouth Argyle - Portsmouth - Scunthorpe United - Stockport County Japão - Yokohama F. Marinos Irlanda - Cork City Itália - Genoa - Lecce - Torino | Países Baixos - Feyenoord México - Monterrey - UANL Tigres Noruega - Vålerenga Portugal - Vitória Sport Clube - Sporting CP Rússia - Zenit Suécia - AIK - Hammarby - Malmö Turquia - Besiktas - Fenerbahçe |

## Números aposentados
| África do Sul    | Orlando Pirates         | 1  | Senzo Meyiwa                 | Goleiro                         | 2005–2014                                        | Póstumo |               |  |  |
| África do Sul    | Orlando Pirates         | 10 | Jomo Sono                    | Meio-campista                   |                                                  | |               |  |  |
| Alemanha         | Köln                    | 10 | Lukas Podolski               | Atacante                        | 2002–2006, 2009–2012                             | A camisa 10 não foi aposentada pela direção do Köln, mas não foi usada por nenhum jogador enquanto Podolski ainda estivesse em atividade. A restrição foi anulada em 2014, com o número sendo usado por Patrick Helmes.                                                |               |  |  |
| Alemanha         | Wacker Burghausen       | 11 | Marek Krejčí                 | Atacante                        | 2004–2007                                        | Póstumo |               |  |  |
| Alemanha         | Wolfsburg               | 19 | Junior Malanda               | Volante                         | 2012–2015                                        | Póstumo |               |  |  |
| Argélia          | JS Kabylie              | 9  | Albert Ebossé                | Atacante                        | 2013–2014                                        | Póstumo |               |  |  |
| Argentina        | Godoy Cruz              | 18 | Santiago García              | Atacante                        | 2016–2021                                        | Póstumo | [ 3 ]         |  |  |
| Austrália        | Central Coast Mariners  | 26 | Matt Simon                   | Atacante                        | 2006–2012, 2013–2015, 2018–2022                  | | [ 4 ]         |  |  |
| Austrália        | Sydney FC               | 15 | Terry McFlynn                | Meio-campista                   | 2005–2014                                        | Embora não tivesse sido oficialmente aposentada, a camisa 15 não voltou a ser usada desde a aposentadoria de McFlynn, em 2014. |               |  |  |
| Áustria          | Red Bull Salzburg       | 26 | Jonathan Soriano             | Atacante                        | 2012–2017                                        | | [ 5 ]         |  |  |
| Áustria          | Rapid Wien              | 5  | Peter Schöttel               | Zagueiro                        | 1986–2001                                        | A camisa 5, usada por Schöttel durante sua passagem pelo Rapid, ficou aposentada por 10 anos. Voltou a ser usada em 2013, pelo volante grego Thanos Petsos. |               |  |  |
| Áustria          | Sturm Graz              | 7  | Mario Haas                   | Atacante                        | 1993–2012                                        | |               |  |  |
| Áustria          | Sturm Graz              | 7  | Günther Neukirchner          | Defensor                        | 1989–2006                                        | |               |  |  |
| Bélgica          | Club Brugge             | 23 | François Sterchele           | Atacante                        | 2007–2008                                        | Póstumo | [ 6 ]         |  |  |
| Bélgica          | Genk                    | 13 | Anele Ngcongca               | Zagueiro                        | 2004–2014                                        | Póstumo |               |  |  |
| Bélgica          | OH Leuven               | 13 | Bjorn Ruytinx                | Atacante                        | 2004–2014                                        | |               |  |  |
| Brasil           | America                 | 11 | Romário                      | Atacante                        | 2009                                             | | [ 7 ]         |  |  |
| Brasil           | Avaí                    | 88 | Cléber Santana               | Meia                            | 2012, 2013–2014                                  | Póstumo | [ 8 ]         |  |  |
| Brasil           | Ceará                   | 11 | Sérgio Alves                 | Atacante                        | 1992–1997, 2001, 2002, 2004, 2008–2010           | Temporada 2010 | [ 9 ]         |  |  |
| Brasil           | Palmeiras               | 12 | Marcos                       | Goleiro                         | 1992–2012                                        | A camisa 12, utilizada por Marcos durante os 20 anos em que defendeu o Palmeiras, ficou aposentada por 5 anos. Voltou a ser usada em 2017, com o atacante colombiano Miguel Borja (que passou a vestir a 9) e, posteriormente, com o lateral-direito Mayke.            | [ 10 ]        |  |  |
| Brasil           | São Paulo               | 01 | Rogério Ceni                 | Goleiro                         | 1990–2015                                        | O número 1 (sem o zero na frente) foi utilizado pela última vez em 2023, com o goleiro Felipe Alves. Desde então, nenhum outro jogador voltou a usá-lo. | [ 11 ]        |  |  |
| Bulgária         | Lokomotiv Plovdiv       | 8  | Hristo Bonev                 | Meia-atacante                   | 1963–1967, 1968–1979, 1982–1984                  | |               |  |  |
| Bulgária         | Ludogorets Razgrad      | 84 | / Marcelinho                 | Meia-atacante                   | 2011–2020                                        | |               |  |  |
| Chile            | Cobreloa                | 8  | Fernando Cornejo             | Meio-campista                   | 1992–1997, 2000–2004                             | Até 2014, a camisa 8, usada por Cornejo em suas 2 passagens pelo Cobreloa, encontrava-se aposentada. Seu filho, após tornar-se jogador, passou a usá-la. |               |  |  |
| China            | Beijing Enterprises     | 24 | Cheick Tioté                 | Volante                         | 2017                                             | Póstumo |               |  |  |
| China            | Dalian Shide            | 26 | Zhang Yalin                  | Meio-campista                   | 2000–2009                                        | |               |  |  |
| Colômbia         | Independiente Santa Fé  | 23 | Léider Preciado              | Atacante                        | 1995–1998, 2000–2001, 2004–2005, 2006–2008, 2011 | A camisa 23, usada por Preciado durante suas cinco passagens pelo Santa Fé, não foi totalmente aposentada. Entretanto, em maio de 2012, foi retirada em homenagem ao atacante, permanecendo assim durante 23 meses. Desde então, nenhum outro jogador voltou a usá-la. | [ 12 ]        |  |  |
| Costa Rica       | Alajuelense             | 20 | Mauricio Montero             | Zagueiro                        | 1985–1997                                        | |               |  |  |
| Costa Rica       | Cartaginés              | 18 | Claudio Ciccia               | Atacante                        | 2002–2004, 2005                                  | |               |  |  |
| Chipre           | Anorthosis Famagusta    | 14 | Temuri Ketsbaia              | Meio-campista                   | 1991–1994, 2002–2009                             | |               |  |  |
| Chéquia          | Baník Ostrava           | 27 | Milan Baroš                  | Meia                            | 1998–2001, 2013, 2014–2015, 2017–2020            | | [ 13 ]        |  |  |
| Chéquia          | Dynamo České Budějovice | 8  | Karel Poborský               | Meia                            | 1991–1994, 2005–2007                             | |               |  |  |
| Chéquia          | Viktoria Plzeň          | 27 | František Rajtoral           | Lateral-direito / Ponta-direita | 2009–2016                                        | Póstumo |               |  |  |
| Chéquia          | Viktoria Plzeň          | 28 | Marián Čišovský              | Zagueiro                        | 2011–2014                                        | Póstumo |               |  |  |
| Dinamarca        | Aalborg BK              | 12 | Torben Boye                  | Zagueiro                        | 1984–2002                                        | |               |  |  |
| Dinamarca        | Næstved BK              | 7  | Rasmus Green                 | Meia                            | 2005–2006                                        | Póstumo |               |  |  |
| Dinamarca        | Viborg FF               | 22 | Søren Frederiksen            | Atacante                        | 1989–1994, 1998, 2001–2005                       | | [ 14 ]        |  |  |
| Egito            | Al-Ahly                 | 3  | Mohamed Abdelwahab           | Lateral                         | 2004–2006                                        | Póstumo |               |  |  |
| El Salvador      | FAS                     | 10 | Mágico González              | Atacante                        | 1977–1982, 1991–1999                             | |               |  |  |
| Eslováquia       | Spartak Trnava          | 9  | Ladislav Kuna                | Meio-campista                   | 1964–1980                                        | Póstumo |               |  |  |
| Espanha          | Espanyol                | 21 | Daniel Jarque                | Zagueiro                        | 2002–2009                                        | Póstumo |               |  |  |
| Espanha          | Extremadura             | 19 | José Antonio Reyes           | Atacante                        | 2019                                             | Póstumo | [ 15 ]        |  |  |
| Inglaterra       | Accrington Stanley      | 29 | Billy Kee                    | Atacante                        | 2009–2010, 2015–2020                             | |               |  |  |
| Inglaterra       | Birmingham City         | 22 | Jude Bellingham              | Meia                            | 2019–2020                                        | | [ 16 ]        |  |  |
| Inglaterra       | Chelsea                 | 25 | Gianfranco Zola              | Atacante                        | 1996–2003                                        | Desde a saída de Zola em 2003, nenhum outro jogador do Chelsea vestiu a camisa 25 por 20 anos. O número foi reutilizado em 2023, com o equatoriano Moisés Caicedo. |               |  |  |
| Inglaterra       | Exeter City             | 9  | Adam Stansfield              | Atacante                        | 2006–2010                                        | |               |  |  |
| Inglaterra       | Hartlepool United       | 25 | Michael Maidens              | Meia                            | 2004–2007                                        | Póstumo | [ 17 ]        |  |  |
| Inglaterra       | Liverpool               | 20 | Diogo Jota                   | Atacante                        | 2020-2025                                        | Póstumo | [ 18 ]        |  |  |
| Inglaterra       | Manchester City         | 23 | Marc-Vivien Foé              | Meia                            | 2002–2003                                        | Póstumo | [ 19 ]        |  |  |
| Inglaterra       | Manchester United       | 36 | Jimmy Davis                  | Meia                            | 1999–2003                                        | Póstumo |               |  |  |
| Inglaterra       | Millwall                | 20 | Matija Sarkic                | Goleiro                         | 2023–2024                                        | Póstumo | [ 20 ]        |  |  |
| Inglaterra       | Queens Park Rangers     | 31 | Ray Jones                    | Atacante                        | 2006–2007                                        | Póstumo | [ 21 ]        |  |  |
| Inglaterra       | Rushden & Diamonds      | 1  | Dale Roberts                 | Goleiro                         | 2008–2010                                        | Póstumo |               |  |  |
| Inglaterra       | West Ham United         | 6  | Bobby Moore                  | Zagueiro                        | 1958–1974                                        | Póstumo | [ 22 ]        |  |  |
| Inglaterra       | West Ham United         | 38 | Dylan Tombides               | Atacante                        | 2010–2014                                        | Póstumo | [ 23 ]        |  |  |
| Inglaterra       | Wolverhampton Wanderers | 1  | Carl Ikeme                   | Goleiro                         | 2003–2018                                        | Com a aposentadoria de Ikeme em 2018, a camisa 1 ficou vaga por 2 temporadas. Voltou em 2021, quando o português José Sá passou a utilizá-la. |               |  |  |
| Inglaterra       | Wycombe Wanderers       | 14 | Mark Philo                   | Meio-campista                   | 2004–2006                                        | Póstumo |               |  |  |
| França           | Clermont                | 14 | Clément Pinault              | Zagueiro                        | 2008–2009                                        | Póstumo |               |  |  |
| França           | Lens                    | 17 | Marc-Vivien Foé              | Meia                            | 1995–1999                                        | Póstumo |               |  |  |
| França           | Lyon                    | 16 | Luc Borrelli                 | Goleiro                         | 1998–1999                                        | Póstumo até 2011, quando o suíço Jérémy Frick passou a usá-la. |               |  |  |
| França           | Lyon                    | 17 | Marc-Vivien Foé              | Meia                            | 2000–2002                                        | Póstumo até 2008, quando o camaronês Jean Makoun, recém-contratado pelo Lyon, passou a utilizá-la. |               |  |  |
| França           | Nantes                  | 9  | Emiliano Sala                | Atacante                        | 2015–2019                                        | Póstumo | [ 24 ]        |  |  |
| França           | Rennes                  | 29 | Romain Danzé                 | Lateral-direito                 | 2006–2019                                        | |               |  |  |
| França           | Sedan                   | 29 | David Di Tommaso             | Zagueiro                        | 2001–2004                                        | Póstumo | [ 25 ]        |  |  |
| Grécia           | AEK                     | 29 | Mathías Acuña                | Atacante                        | 2021–2022                                        | Póstumo |               |  |  |
| Grécia           | PAOK                    | 17 | Panagiotis Katsouris         | Meio-campista                   | 1996–1998                                        | Póstumo |               |  |  |
| Grécia           | Skoda Xanthi            | 13 | Olubayo Adefemi              | Meio-campista                   | 2010–2011                                        | Póstumo |               |  |  |
| Grécia           | Skoda Xanthi            | 56 | Steve Gohouri                | Zagueiro                        | 2013–2014                                        | Póstumo |               |  |  |
| Guatemala        | Municipal               | 15 | Juan Carlos Plata            | Atacante                        | 1990–2010                                        | |               |  |  |
| Hong Kong        | Happy Valley            | 2  | Leung Sui Wing               | Líbero                          | 1976–1997                                        | |               |  |  |
| Honduras         | Olimpia                 | 11 | Wilmer Velásquez             | Atacante                        | 1991–1995, 1996–1998, 1999–2001, 2002–2009       | |               |  |  |
| Hungria          | Ferencváros             | 2  | Tibor Simon                  | Zagueiro                        | 1985–1999                                        | Póstumo |               |  |  |
| Hungria          | Honvéd                  | 10 | Ferenc Puskás                | Atacante                        | 1939–1956                                        | Póstumo |               |  |  |
| Indonésia        | Persela Lamongan        | 1  | Choirul Huda                 | Goleiro                         | 1999–2017                                        | Póstumo |               |  |  |
| Indonésia        | Persebaya Surabaya      | 19 | Eri Irianto                  | Meio-campista                   | 1998–2000                                        | Póstumo |               |  |  |
| Indonésia        | Persis Solo             | 33 | Diego Mendieta               | Atacante                        | 2011–2012                                        | Póstumo |               |  |  |
| Índia            | Bethlehem Vengthlang    | 21 | Peter Biaksangzuala          | Meio-campista                   | –2014                                            | Póstumo |               |  |  |
| Índia            | Dempo SC                | 10 | Cristiano Júnior             | Atacante                        | 2004                                             | Póstumo |               |  |  |
| Irão             | Persepolis              | 7  | Ali Parvin                   | Meio-campista                   | 1970–1987                                        | | [ 26 ] [ 27 ] |  |  |
| Irão             | Sepahan                 | 4  | Moharram Navidkia            | Meia-atacante                   | 1998–2004, 2006–2016                             | |               |  |  |
| Itália           | Avellino                | 10 | Adriano Lombardi             | Meia                            | 1975–1979                                        | Com a morte de Lombardi, em 2008, sua camisa ficou aposentada por 5 anos, voltando a ser usada em 2013, com o atacante Luigi Castaldo. |               |  |  |
| Itália           | Milan                   | 6  | Franco Baresi                | Líbero                          | 1977–1997                                        | |               |  |  |
| Itália           | Milan                   | 3  | Cesare Maldini Paolo Maldini | Zagueiro                        | 1952–1967, 1987–2009                             | Com a aposentadoria de Paolo Maldini, a camisa 3 foi aposentada, só voltando a figurar na numeração oficial do Milan se algum filho do italiano atuar profissionalmente.                                                                                               |               |  |  |
| Itália           | Parma                   | 6  | Alessandro Lucarelli         | Zagueiro                        | 2008–2018                                        | |               |  |  |
| Itália           | Siena                   | 4  | Michele Mignani              | Zagueiro                        | 1996–1997, 1998–2006                             | |               |  |  |
| Itália           | Roma                    | 6  | Aldair                       | Zagueiro                        | 1990–2003                                        | A pedido do próprio Aldair, a Roma decidiu reutilizar a camisa 6, passando-a ao neerlandês Kevin Strootman. | [ 28 ]        |  |  |
| Itália           | Atalanta                | 14 | Federico Pisani              | Atacante                        | 1991–1997                                        | Póstumo | [ 29 ]        |  |  |
| Itália           | Brescia                 | 10 | Roberto Baggio               | Atacante                        | 2000–2004                                        | |               |  |  |
| Itália           | Brescia                 | 13 | Vittorio Mero                | Zagueiro                        | 1998–2001, 2002                                  | Póstumo | [ 30 ]        |  |  |
| Itália           | Cagliari                | 11 | Luigi Riva                   | Atacante                        | 1963–1978                                        | | [ 31 ]        |  |  |
| Itália           | Chievo                  | 30 | Jason Mayélé                 | Meia-armador                    | 2001–2002                                        | Póstumo | [ 32 ]        |  |  |
| Itália           | Chievo                  | 31 | Sergio Pellissier            | Atacante                        | 2002–2019                                        | | [ 33 ]        |  |  |
| Itália           | Genoa                   | 6  | Gianluca Signorini           | Líbero                          | 1988–1995                                        | Póstumo |               |  |  |
| Itália           | Inter de Milão          | 3  | Giacinto Facchetti           | Lateral esquerdo                | 1961–1978                                        | Póstumo |               |  |  |
| Itália           | Inter de Milão          | 4  | Javier Zanetti               | Lateral e volante               | 1995–2014                                        | Com a aposentadoria de Zanetti, a camisa 4 foi aposentada, só voltando a figurar na numeração oficial da Inter se algum filho do argentino atuar profissionalmente. | [ 34 ] [ 35 ] |  |  |
| Itália           | Messina                 | 41 | Salvatore Sullo              | Meia                            | 2001–2007                                        | | [ 36 ]        |  |  |
| Itália           | Napoli                  | 10 | Diego Maradona               | Meia                            | 1984–1991                                        | A camisa 10 chegou a ser aposentada em 2000, mas quando o clube disputava a Série C1, voltou a ser usada por 3 jogadores (Inácio Piá, Mariano Bogliacino e Roberto Sosa).                                                                                              |               |  |  |
| Itália           | Sassuolo                | 4  | Francesco Magnanelli         | Volante                         | 2005–2022                                        | | [ 38 ]        |  |  |
| Itália           | Vicenza                 | 21 | Piermario Morosini           | Meia                            | 2007–2009, 2011                                  | Póstumo |               |  |  |
| Itália           | Cagliari                | 13 | Davide Astori                | Zagueiro                        | 2008–2014                                        | Póstumo | [ 39 ]        |  |  |
| Itália           | Fiorentina              | 13 | Davide Astori                | Zagueiro                        | 2015–2018                                        | Póstumo | [ 39 ]        |  |  |
| Israel           | Hapoel Be'er Sheva      | 6  | Chaswe Nsofwa                | Atacante                        | 2007                                             | Póstumo |               |  |  |
| Jamaica          | Montego Bay United      | 3  | Stephen Malcolm              | Meio-campista                   | 1989–2001                                        | Póstumo |               |  |  |
| Japão            | Yokohama F. Marinos     | 3  | Naoki Matsuda                | Zagueiro                        | 1995–2010                                        | Póstumo |               |  |  |
| Japão            | Fujieda MYFC            | 2  | Toshihide Saito              | Zagueiro                        | 2009–2013                                        | |               |  |  |
| Cazaquistão      | Shakhter Karagandy      | 14 | Andrey Finonchenko           | Atacante                        | 2000–2016                                        | | [ 40 ]        |  |  |
| Kosovo           | KF Llapi                | 9  | Fadil Vokrri                 | Atacante                        | 2018–                                            | Póstumo |               |  |  |
| Libéria          | Seleção Liberiana       | 14 | George Weah                  | Atacante                        | 2018–                                            | | [ 41 ]        |  |  |
| Maldivas         | VB Addu                 | 7  | Ali Ashfaq                   | Atacante                        | 2008–2011                                        | |               |  |  |
| Malta            | Valletta FC             | 7  | Gilbert Agius                | Atacante                        | 1990–2013                                        | |               |  |  |
| México           | América                 | 10 | Cuauhtémoc Blanco            | Atacante                        | 1992–1997, 1998–2000, 2002–2004, 2005–2007       | | [ 42 ]        |  |  |
| México           | Atlante                 | 12 | Félix Fernández              | Goleiro                         | 1989–1998, 1999–2001, 2002–2003                  | |               |  |  |
| México           | Chivas Guadalajara      | 22 | José Martínez                | Meia                            | 1970–1981                                        | Póstumo |               |  |  |
| México           | Chivas Guadalajara      | 8  | Salvador Reyes               | Atacante                        | 1953–1967, 2008                                  | Póstumo |               |  |  |
| México           | Pachuca                 | 8  | Gabriel Caballero            | Meia-atacante                   | 1998–2002, 2003–2004, 2005–2009                  | A camisa 8 ficou aposentada por 5 anos, depois da aposentadoria de Caballero do futebol profissional. Em 2014, voltou a ser usada, desta vez pelo também meia-atacante Hirving Lozano.                                                                                 | [ 43 ]        |  |  |
| México           | Pachuca                 | 1  | Miguel Calero                | Goleiro                         | 2000–2011                                        | A camisa 1, usada pelo goleiro durante seu período no Pachuca, deixou de ser usada em outubro de 2011, após a aposentadoria. Com a morte de Calero, em dezembro de 2012, foi aposentada em definitivo.                                                                 |               |  |  |
| México           | UANL Tigres             | 7  | Gerónimo Barbadillo          | Meia                            | 1977–1982                                        | |               |  |  |
| Irlanda do Norte | Linfield                | 11 | Noel Bailie                  | Zagueiro                        | 1986–2011                                        | A camisa 11, usada por Bailie, foi aposentada durante a comemoração do 1013º jogo oficial do zagueiro pela equipe. |               |  |  |
| Países Baixos    | Ajax                    | 14 | Johan Cruijff                | Meia                            | 1964–1973, 1983–1984                             | Em 18 de abril de 2007, a direção do Ajax decidiu aposentar a camisa 14 em homenagem a Johan Cruijff quando ele comemorou 60 anos de idade. |               |  |  |
| Países Baixos    | Ajax                    | 34 | Abdelhak Nouri               | Meia                            | 2015–2017                                        | Após Nouri colapsar durante um amigável contra o Werder Bremen, o Ajax decidiu retirar a camisa 34 utilizada pelo meio-campista, e desde então nenhum outro jogador voltou a usá-la, embora o número não tivesse sido oficialmente aposentado.                         |               |  |  |
| Países Baixos    | Utrecht                 | 4  | David Di Tommaso             | Zagueiro                        | 2004–2005                                        | Póstumo | [ 44 ]        |  |  |
| Países Baixos    | Vitesse                 | 4  | Theo Bos                     | Defensor                        | 1983–1998                                        | Póstumo |               |  |  |
| Noruega          | Fredrikstad FK          | 8  | Dagfinn Enerly               | Atacante                        | 2004–2005                                        | | [ 45 ]        |  |  |
| Panamá           | Árabe Unido             | 21 | Amílcar Henríquez            | Volante                         | 2003––2008, 2016–2017                            | Póstumo |               |  |  |
| Polónia          | Légia Varsóvia          | 10 | Kazimierz Deyna              | Meia                            | 1966–1978                                        | Póstumo |               |  |  |
| Polónia          | Widzew Łódź             | 11 | Włodzimierz Smolarek         | Atacante                        | 1974–1978, 1980–1986                             | Póstumo |               |  |  |
| Portugal         | Benfica                 | 29 | Miklós Fehér                 | Atacante                        | 2002–2004                                        | Póstumo | [ 46 ]        |  |  |
| Portugal         | Boavista                | 29 | Edu Ferreira                 | Atacante                        | 2016–2017                                        | A camisa 29, usada por Edu Ferreira, foi aposentada em janeiro de 2018. O colombiano Leonardo Acevedo, que herdou o número após a morte do português, em dezembro de 2017, passou a vestir a camisa 59.                                                                | [ 47 ]        |  |  |
| Portugal         | União de Leiria         | 10 | Hugo Cunha                   | Meio-campista                   | 2004–2005                                        | Após a morte do meio-campista, a camisa 10 ficou vaga por 4 anos, voltando a ser usada em 2009, com o brasileiro Elias. |               |  |  |
| Roménia          | Dínamo Bucareste        | 14 | Patrick Ekeng-Ekeng          | Volante                         | 2016                                             | Póstumo |               |  |  |
| Roménia          | Dínamo Bucareste        | 25 | Ionel Dănciulescu            | Atacante                        | 1995–1997, 2002–2009, 2010–2013                  | |               |  |  |
| Escócia          | Aberdeen                | 0  | Hicham Zerouali              | Atacante                        | 1999–2002                                        | Póstumo |               |  |  |
| Suíça            | Basel                   | 2  | Massimo Ceccaroni            | Volante                         | 1987–2002                                        | |               |  |  |
| Suécia           | Assyriska FF            | 18 | Eddie Moussa                 | Atacante                        | 2001–2010                                        | Póstumo |               |  |  |
| Suécia           | Helsingborgs            | 17 | Henrik Larsson               | Atacante                        | 1992–1993, 2006–2009                             | |               |  |  |
| Suécia           | IFK Norrköping          | 18 | Stefán Þórðarson             | Atacante                        | 2004–2007                                        | A camisa 18 voltou a ser usada quando Þórðarson disputou a temporada 2009. | [ 48 ]        |  |  |
| Suécia           | Kalmar FF               | 15 | Johny Erlandsson             | Meia                            | 1973–1988                                        | | [ 49 ]        |  |  |
| Turquia          | Alanyaspor              | 90 | Josef Šural                  | Atacante                        | 2018–2019                                        | Póstumo | [ 50 ]        |  |  |
| Turquia          | Galatasaray             | 3  | Bülent Korkmaz               | Zagueiro                        | 1984–2005                                        | |               |  |  |
| Ucrânia          | Shakhtar Donetsk        | 33 | Darijo Srna                  | Lateral-direito                 | 2003–2018                                        | | [ 51 ] [ 52 ] |  |  |
| Estados Unidos   | New York Cosmos         | 10 | Pelé                         | Atacante                        | 1975–1977                                        | |               |  |  |
| Estados Unidos   | Los Angeles Galaxy      | 13 | Cobi Jones                   | Meia                            | 1996–2007                                        | | [ 53 ]        |  |  |
| Estados Unidos   | Real Salt Lake          | 9  | Jason Kreis                  | Atacante                        | 2005–2007                                        | | [ 54 ]        |  |  |
| Vietname         | Hoàng Anh Gia Lai       | 13 | Kiatisuk Senamuang           | Atacante                        | 2001–2006                                        | |               |  |  |
| País de Gales    | Cardiff City            | 7  | Peter Whittingham            | Meio-campista                   | 2007–2017                                        | Póstumo |               |  |  |
| País de Gales    | Swansea City            | 40 | Besian Idrizaj               | Atacante                        | 2009–2010                                        | Póstumo |               |  |  |

## Casos especiais
| Equipe             | No.    | Jogador             | Posição         | Anos na equipe                             | Notas |
| ------------------ | ------ | ------------------- | --------------- | ------------------------------------------ | --- |
| Dínamo Bucareste   | 11     | Cătălin Hîldan      | Meia            | 1994–2000                                  | Durante o segundo tempo de uma partida amistosa entre o Şantierul Naval Olteniţa e o Dínamo, Hîldan sofreu um acidente vascular cerebral e morreu num hospital local em Olteniţa. |
| Milan              | 3      | Paolo Maldini       | Lateral         | 1984–2008                                  | A camisa não foi totalmente aposentada, pois Maldini deu permissão aos seus filhos para adotarem a camisa 3 caso decidam jogar profissionalmente pelo clube. |
| Orlando Pirates    | 22     | Lesley Manyathela   | Atacante        | –2003                                      | O clube aposentou o número 22, após Manyathela ter morrido num acidente de carro em agosto de 2003. Porém, regras da Confederação Africana de Futebol determinam que as camisas sejam numeradas de 1 a 30 em competições continentais, sendo assim a camisa 22 acaba sendo escalada. |
| Maccabi Tel-Aviv   | 12     | Meni Levi           | Lateral-direito |                                            | Durante um jogo entre o Maccabi Tel-Aviv e o Beitar Jerusalém, Levi matou uma bola no peito e chutou a bola, depois correu de volta à defesa e teve um colapso. Se levantou, e depois teve uma segunda queda. Ele foi depois colocado numa máquina de suporte de vida, e conseguiu sobreviver. |
| Santos             | 10     | Pelé                | Atacante        | 1956–1974, 2024                            | O clube aposentou o número, mas o reinstalou logo depois, devido a regras da CONMEBOL, que determinam que as camisas devem ser numeradas de 1 a 25 em competições continentais (como a Copa Libertadores, Copa Sul-Americana, entre outras). Em 2024, durante o Campeonato Brasileiro da Série B, nenhum jogador foi inscrito com a camisa 10, e após o acesso para a Série A, voltou a ser utilizada, desta vez pelo atacante Neymar.                                                                           |
| Universitario      | 9      | Teodoro Fernández   | Atacante        | 1930–1953                                  | A camisa 9 ficou aposentada por 60 anos, voltando a ser utilizada em 2013, com o uruguaio Mario Leguizamón. |
| Universitario      | 22     | José Luis Carranza  | Meia            | 1986–2004                                  | O clube aposentou o número em 2005, mas o reinstalou logo depois, devido a regras da CONMEBOL, que determinam que as camisas devem ser numeradas de 1 a 25 em competições continentais (como a Copa Libertadores, Copa Sul-Americana, entre outras). |
| Dunfermline        | 4      | Norrie McCathie     | Zagueiro        | 1996                                       | O clube aposentou o número após o capitão McCathie ter sido encontrado morto em sua casa em 8 de janeiro de 1996, por causa de envenenamento por monóxido de carbono. Àquela época, os clubes da liga escocesa usavam números de 1 a 11, então pelo resto da temporada de 1995-96, o número 12 foi utilizado no lugar. Porém, o número não foi aposentado permanentemente, e tem sido reutilizado. |
| Aberdeen           | 0      | Hicham Zerouali     | Atacante        | 1999–2002                                  | Zerouali era conhecido como "Zero" na equipe escocesa. Seu apelido ficou tão popular que fez com que ele atuasse algumas partidas com o número 0 em 2000. Ele já havia deixado o Aberdeen quando faleceu precocemente em 2004, vítima de um acidente automobilístico, mas o clube aposentou a camisa 0 em sua homenagem. |
| Stabæk IF          | 7      | Christer Basma      | Zagueiro        | 1995–1998                                  | O clube aposentou seu número em honra a seus serviços pelo clube. A aposentadoria foi revogada na temporada 2004, com o número sendo dado a Henning Hauger. |
| América            | 10     | Cuauhtémoc Blanco   | Atacante        | 1992–1997, 1998–2000, 2002–2004, 2005–2007 | A camisa foi aposentada somente por um período de 5 anos, começando em junho de 2007. Porém, devido a regras da CONMEBOL, que determinam que as camisas devem ser numeradas de 1 a 25 em competições continentais, a camisa 10 foi utilizada por Leonin Pineda durante a Copa Sul-Americana 2007. |
| Slavia Praga       | 9      | Stanislav Vlček     | Atacante        | 2004–2007, 2009–2013                       | O Slavia não aposentou a camisa 7, mas "congelou" o número até que um jogador cumprisse o mesmo número de requisitos para usá-la. Milan Škoda, embora tivesse sucesso na "missão" em 2016-17, optou em continuar usando a camisa 21. O português Danny, contratado para a edição 2017-18 do Campeonato Tcheco, foi autorizado por Vlček para usar o número, garantindo que iria cumprir as metas. |
| Chivas Guadalajara | 11     | Ramón Morales       | Meio-campista   | 1998–2011, 2013–                           | Usada por Isaác Brizuela desde 2015, a camisa 11 não foi completamente aposentada, porém não foi usada fora das competições entre a aposentadoria de Morales e sua volta como treinador da equipe. Os jogadores que pretendiam usar o número teriam que pedir autorização ao ex-meia. |
| Monterrey          | 28     | Jesús Arellano      | Meio-campista   | 1992–1997, 2000–2011                       | A camisa 28 não foi completamente aposentada. Arellano autorizou que seu filho ou algum parente possa utilizá-la caso joguem no time principal do Monterrey. |
| Monterrey          | 26     | Humberto Suazo      | Atacante        | 2007–2009, 2010–2014                       | A camisa 26 não foi completamente aposentada. Da mesma forma que Arellano, Suazo autorizou que algum parente possa utilizá-la caso jogue no time principal. |
| UANL Tigres        | 7      | Gerónimo Barbadillo | Meia            | 1977–1982                                  | O número 7 foi imortalizado em homenagem a Barbadillo. Porém, devido a regras da CONMEBOL, que determinam que as camisas devem ser numeradas de 1 a 25 em competições continentais, o número 7 foi concedido em partidas válidas por essa confederação. Em 2005, a camisa 7 foi dada a Claudio Nuñez, e em 2006, a Walter Gaitán para a disputa da Copa Libertadores. |
| Sevilla            | 16     | Antonio Puerta      | Lateral         | 2004–2007                                  | A camisa não foi completamente aposentada. O filho de Puerta poderá adotar o número 16 caso jogue no time principal do Sevilla. Voltou a ser utilizada em 2017, com o meio-campista Jesús Navas. |
| Hannover 96        | 1      | Robert Enke         | Goleiro         | 2004–2009                                  | A camisa 1, usada por Enke durante toda sua carreira no Hannover, foi aposentada após ele cometer suicídio numa passagem de nível na cidade de Neustadt am Rübenberge, após um surto de depressão. |
| Motherwell         | 10     | Phil O'Donnell      | Meio-campista   | 1990–1994, 2004–2007                       | A camisa 10, usada por O'Donnell, foi aposentada em homenagem ao meio-campista, falecido após sofrer um colapso cardíaco em campo. Seu sobrinho David Clarkson usou o número na temporada 2008-09. Após sua saída, o número voltou a ficar vago, mas nenhum outro jogador voltou a usá-lo. |
| Exeter City        | 9      | Adam Stansfield     | Atacante        | 2006–2010                                  | A camisa 9 foi aposentada pela diretoria do Exeter City em homenagem a Stansfield, vitimado por um câncer colorretal um mês antes de completar 32 anos. A partir da temporada 2020–21, um jogador formado no time usaria o número. |
| Haka               | 14     | Valeriy Popovich    | Atacante        | 1994–2008                                  | A camisa 14 foi aposentada pela diretoria do Haka em homenagem aos serviços prestados por Popovich no clube. O ex-atacante, no entanto, afirmou que o número poderia voltar a ser usado caso seus filhos joguem no time principal. |
| Livorno            | 10     | Igor Protti         | Atacante        | 1985–1988, 1999–2005                       | Em dezembro de 2005, a diretoria do Livorno decidiu aposentar a camisa 10 em homenagem a Protti, que declarou ver algum jogador vesti-la algum dia. A decisão foi oficializada na temporada 2007-08, quando Francesco Tavano usou o número em sua camisa |
| Leeds United       | 17     | Paddy Kenny         | Goleiro         | 2014                                       | A camisa 17, usada por Kenny, foi excluída por decisão do presidente do Leeds, Massimo Cellino, que não gosta do número (para ele, o 17 é considerado um número de azar na Itália). Coincidentemente, o goleiro nasceu em 17 de maio e o Cagliari, clube presidido por Cellino antes dele assumir o Leeds, jamais ganhou partidas realizadas em um dia 17. Kenny acabou sendo dispensado. Voltou a figurar na numeração oficial do clube em julho de 2019, passando a ser utilizado pelo português Hélder Costa. |
| Portsmouth         | 1 / 13 | Aaron Flahavan      | Goleiro         | 1994–2001                                  | Após a morte do goleiro num acidente automobilístico em 2001, a camisa 1 foi aposentada pelo Portsmouth (único clube que defendeu em sua carreira), decisão imitada pelo Southampton, onde Flahavan jogou nas categorias de base, como forma de homenagem. Em 2003, o número 13 foi retirado e não foi utilizado por outro jogador durante 8 anos, até Stephen Henderson recebê-lo em 2011. |
| Schalke 04         | 7      | Raúl                | Atacante        | 2010–2012                                  | Com a saída de Raúl, o Schalke decidiu retirar a camisa 7 da numeração oficial por tempo indeterminado. O número voltaria a ser utilizado em 2013, com Max Meyer. |
| Barcelona          | 21     | Luis Enrique        | Meio-campista   | 1996–2004                                  | A camisa 21, usada por Luis Enrique em sua passagem pelo Barcelona, ficou vaga por 2 anos, desde a aposentadoria do meio-campista em 2004. Voltou a ser usada em 2006, pelo zagueiro Lilian Thuram. |
| River Plate        | 12     |                     |                 |                                            | Em 2013 o River Plate anunciou que a camisa 12 foi retirada da numeração oficial. As razões para a exclusão do número não foram oficialmente explicas, mas acreditava-se de que era devido a uma das torcidas organizadas do arquirrival Boca Juniors chamar-se "La 12". Posteriormente, o número voltou a ser utilizado por diversos jogadores dos Millonarios. |

## Ver Também
- Numeração de camisa no futebol